# آنچه مرده، هرگز نمی‌میرد
«آنچه مرده، هرگز نمی‌میرد» (انگلیسی: What Is Dead May Never Die) قسمت سوم از فصل دومِ مجموعهٔ تلویزیونیِ خیال‌پردازانهٔ بازی تاج‌وتخت و قسمت ۱۳ از کلِ این سریال است.
فیلم‌نامه‌نویس این قسمت که در ۱۵ آوریل ۲۰۱۲ منتشر شد، بریان کاگمن و کارگردان آن آلیک ساخارف است.
عنوان این قسمت، از یک دعایِ ربانی گرفته شده‌است که در سرزمین «آیرن آیلندز» توسط عابدانِ «خدای مغروق» (Drowned God) خوانده می‌شود. آنها می‌خوانند: «آنچه مرده، هرگز نمی‌میرد» و در ادامه می‌گویند «اما تو سخت‌تر و قوی‌تر به‌پا خیز». این جمله را تیان گریجوی، در آغاز سریال می‌گوید؛ در حالی که توسط یک «کشیش مغروق» در حال غسل تعمید است.